# Hutna
Hutna (biał. Гутна, ros. Гутно) – stacja kolejowa w miejscowości Obmanicze, w rejonie lidzkim, w obwodzie grodzieńskim, na Białorusi.